# Malgudi Subha
Malgudi Subha (también escrito como Malgadi Shuba en tamil: மால்குடி சுபா, n. en Bombay) es una cantante de playback india. Ha cantado en diferentes idiomas como tamil, telugu, kannada, malayalam e  hindi.  Durante su carrera de dos décadas, interpretó más de 3.000 canciones.
Además en una entrevista admitió que conoció en persona a la cantante, Usha Uthup y era una gran admiradora de Kishore Kumar.
Comenzó su carrera en coros para jingles de anuncios publicitarios, compuesta por A.R. Rahman, Viji Manuel y entre otros. Debutó como cantante de playback gracias de una película titulada "Nadodi Thendral", bajo la dirección musical de Ilayaraja. Su álbum debut del compositor A. R. Rahman, titulado Set Me Free (también titulado como "Shubhaa Set Me Free") tenía todas sus canciones cantadas por Malgudi Subha. El álbum, fue lanzado a principios de la década de los años 1990 por algunas etiquetas locales, que pasaron a ser desapercibido, pero se convirtió en un gran éxito de venta al mercado cuando relanzó en 1996 bajo el sello Magnasound.